# Le Fête
 Le Fête  là một xã ở tỉnh Côte-d’Or trong vùng Bourgogne-Franche-Comté, phía đông nước Pháp. Xã Le Fête nằm ở khu vực có độ cao từ 354-402 mét trên mực nước biển.